# Buch der Geschichte der Song
Das (Buch der) Geschichte der Song (chinesisch 宋史, Pinyin Sòng Shǐ – „Song-Chronik“) ist die offizielle Chronik (正史,  zhèngshǐ) der Song-Dynastie (960–1279) und eines der offiziellen Geschichtsbücher Chinas, die unter dem Titel Vierundzwanzig Geschichtsbücher (二十四史,  èrshísì shǐ) bekannt sind. Geschrieben wurde das Buch zur Zeit der Yuan-Dynastie (1271–1368) im Nationalen Geschichtsinstitut (國史館,  guóshǐ guǎn) zusammen mit der Geschichte der Liao (906–1125) und der Geschichte der Jin (1125–1234).

## Bedeutung
Das Song Shi ist die einzige der dynastischen Chroniken, welche Lebensbeschreibungen bedeutender Neo-Konfuzianer (道學列傳,  dàoxué lièzhuàn) enthält, die während der Song-Zeit wirkten.